# Rio Buscat
O Rio Buscat é um rio da Romênia afluente do Rio Telcişor, localizado no distrito de Bistriţa-Năsăud.